# Макмэн, Бригитт
Бриги́тт Макмэ́н-Хубер (англ. Brigitte McMahon-Huber, 25 марта 1967, Бар, Швейцария) — швейцарская триатлонистка, Олимпийская чемпионка 2000 года.

## Спортивная биография
Первым крупным турниром в карьере Макмэхон стали Олимпийские игры 2000 года. Предолимпийский этап кубка мира показал, что Бригитт находится в очень хорошей форме. В соперничестве со всеми ведущими спортсменками она заняла второе место.
Олимпийские соревнования начались для швейцарки не лучшим образом. После плавания и велоспорта Макмэхон шла лишь 13-й, отставая от лидировавшей австралийки Мишель Джонс на 10 секунд, но благодаря великолепному результату в кроссе, Бригитт стала первой Олимпийской чемпионкой в триатлоне.
На Олимпийских играх 2004 года швейцарка по-прежнему рассматривалась, как спортсменка высокого уровня, но результаты показанные на различных стартах в течение Олимпийского цикла не позволяли причислять Бригитт к числу претенденток на медали. Показав на каждом этапе средние результаты Макмэхон заняла 10-е место, отстав от победительницы австрийки Кейт Аллен более чем на 2 минуты.
Макмэхон трижды участвовала в чемпионатах мира, но выше восьмого места ей подняться не удалось.
В 2005 году в крови у Макмэхон был обнаружен запрещённый препарат Эритропоэтин. Спортсменку дисквалифицировали на 2 года. После окончания срока дисквалификации спортсменка приняла решение завершить спортивную карьеру.

## Личная жизнь
Замужем. Дети — Доминик, Дженнифер.
Хобби — чтение, путешествия.
Владеет немецким, английским и французским языками.

## Награды
- Спортсменка года в Швейцарии (2000)